# Vesterhever
Vesterhever (dansk) eller Westerhever (tysk) er en landsby og kommune i det nordlige Tyskland under Kreis Nordfriesland i delstaten Slesvig-Holsten. Byen er beliggende vest for Østerhever på Ejdersteds nordvestligste spids i Sydslesvig. Ud for byen findes 246 hektar lavtliggende saltenge. Byen er mest kendt i forbindelse med Vesterhever Sand Fyr (Leuchturm Westerheversand).
Kommunen samarbejder på administrativt plan med andre kommuner i Ejdersted kommunefælleskab (Amt Eiderstedt).
Byen var i årene 1362 til 1370 også hjemsted for de såkaldte bølgemænd (på tysk Wogemänner), som var hjemløse fiskere og bønder fra den oversvømmede by Rungholt. De drev pirateri og plyndrede gårdene i omegnen.